# Organisatie van Arabische olie-exporterende landen

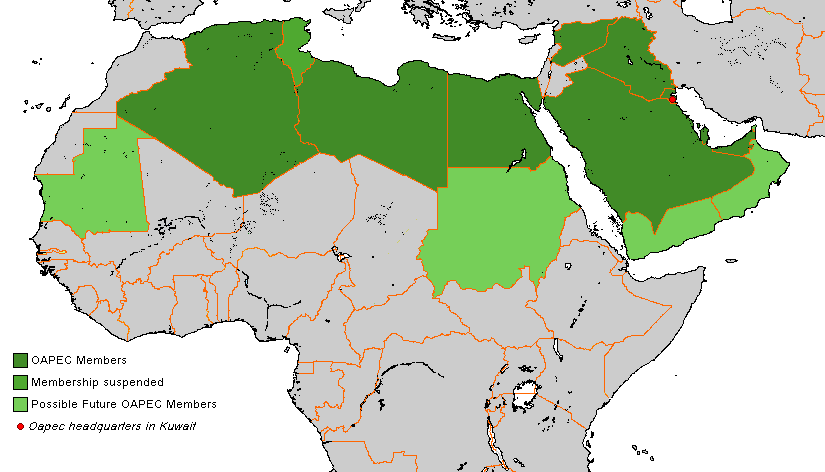
Lidstaten van de OAPEC.

De Organisatie van Arabische olie-exporterende landen (Engels: Organization of Arabian Petroleum Exporting Countries, OAPEC) is een samenwerking van elf Arabische olieproducerende landen en is in 1968 opgezet als tegenhanger van de OPEC. Onder de lidstaten bevinden zich de vier landen met de grootste olievoorraden ter wereld en de gezamenlijke oliereserves van de lidstaten telt meer dan 50% van de wereldwijde bekende voorraden.

## Geschiedenis
De OAPEC werd op 9 januari 1968 opgericht in Beiroet door de landen Libië, Saudi-Arabië en Koeweit om de Arabische olieindustrie te coördineren. Bij de oliecrisis van 1973 speelde de OAPEC een leidende rol. In de eerste dagen van de Jom Kipoeroorlog overlegden de ministers met de portefeuille olie van de aangesloten landen, dat er toe leidde dat er geen olie meer werd geleverd aan westerse landen. Op 18 april 1974 beëindigde de aangesloten landen de boycot, op Libië na, dat op 31 december volgde.
Op 17 april 1979 werd Egypte uit de organisatie gezet, omdat het een verdrag had gesloten met Israël. Tien jaar later werd het land weer verwelkomd. 

## Lidstaten
- Oprichters 1968: Koeweit, Libië en Saudi-Arabië
- Vanaf 1970: Algerije, Bahrein, Qatar en de Verenigde Arabische Emiraten
- Vanaf 1972: Irak en Syrië
- Vanaf 1973: Egypte
- Vanaf 1982: Tunesië